# Kefersheim

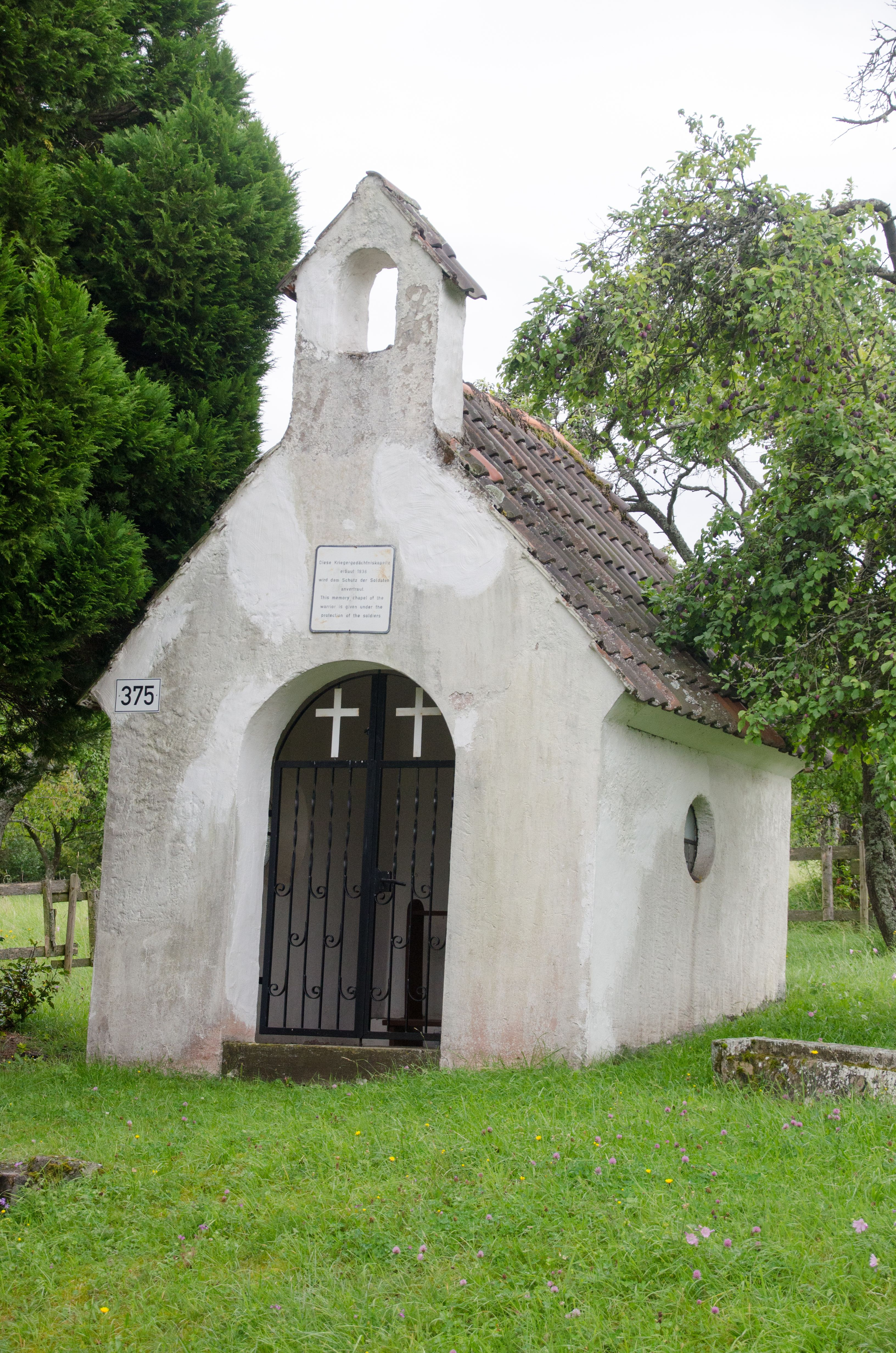
Kriegergedächtniskapelle in der Wüstung Kefersheim. Gestiftet von einem Soldaten des Ersten Weltkrieges.

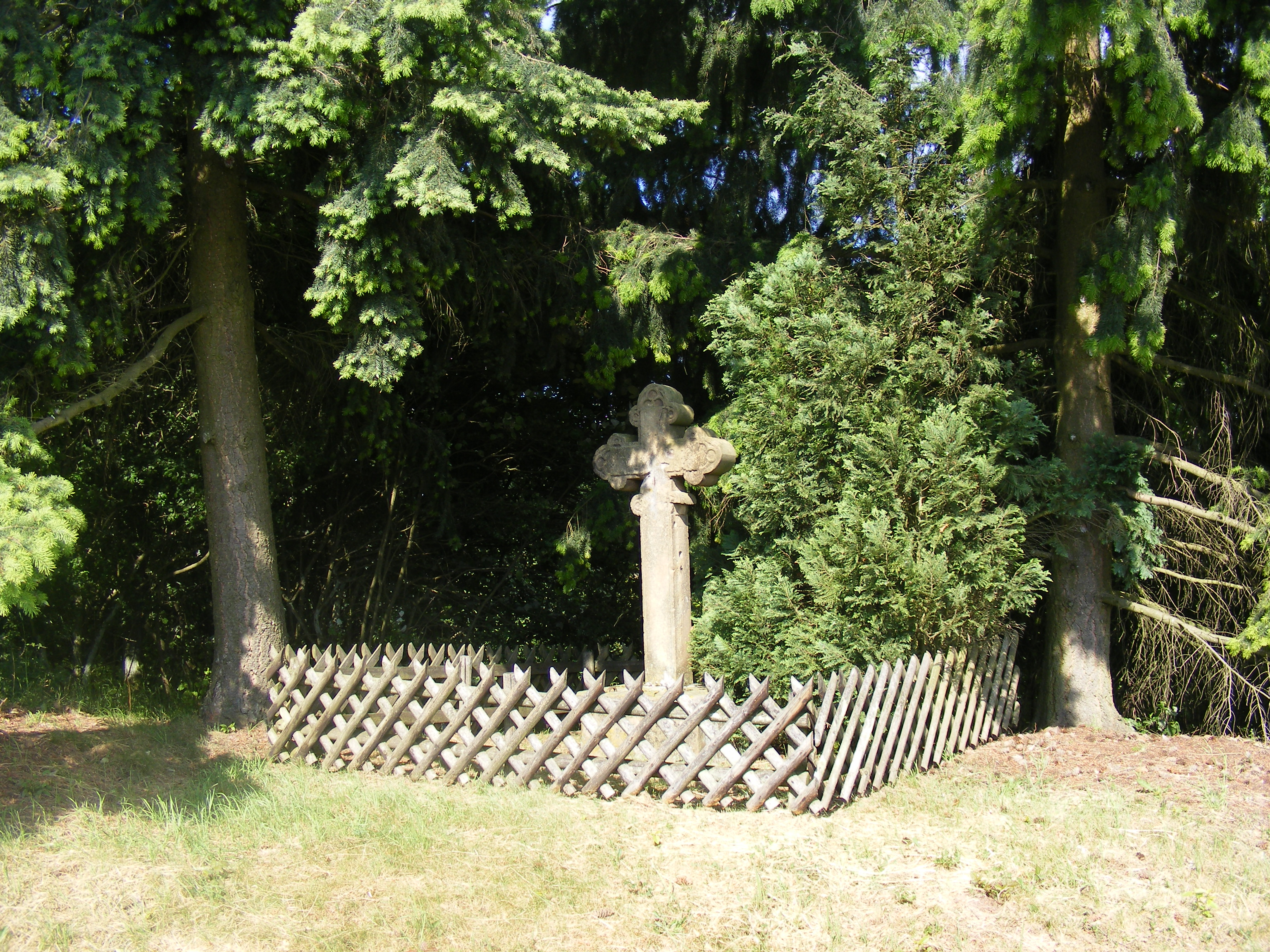
Sandsteinkreuz aus der Zeit des 30-jährigen Krieges bei Kefersheim.

Kefersheim ist ein früherer Ort südöstlich von Kirchenbollenbach (Landkreis Birkenfeld). Der Ort wurde 1939 infolge der Errichtung des Truppenübungsplatzes Baumholder eingeebnet und damit zur Wüstung.

## Geschichte
Der Ort wurde 922 wegen einer Schenkung an das Albanskloster in Mainz als „Keberesheim“ erwähnt und war an der oberen Nahe einer der wenigen Orte mit der Endung „-heim“.
Aufgrund der Beschlüsse auf dem Wiener Kongress (1815) wurde Kefersheim (damals „Keffesheim“) Teil des Fürstentums Lichtenberg und wurde der Bürgermeisterei Sien im Kanton Grumbach zugeordnet. 1834 kam Kefersheim zusammen mit dem Fürstentum Lichtenberg zum Königreich Preußen und gehörte nun zum Kreis St. Wendel in den Regierungsbezirk Trier der Rheinprovinz.
1933 hatte Kefersheim noch 210 Einwohner. Von dem Ort blieb lediglich eine kleine Kapelle erhalten, die ein Kriegsheimkehrer des Ersten Weltkrieges aus Dankbarkeit errichtet hatte. Zu Kefersheim gehörten auch der im 19. Jahrhundert gegründete „Neuhof“, der 1737 gegründete „Stenzhornerhof“ und der bereits 1518 nachweisbare ehemals herrschaftlich rhein- und wildgräfliche „Wickenhof“. Die Bevölkerung siedelte zumeist in die benachbarten Ortschaften um.
Seit 1994 gehört die frühere Gemarkung Kefersheim zur Ortsgemeinde Oberreidenbach.